# Salvador Ezpeleta
Salvador Joaquín Ezpeleta Mendiburu (Oyarzún, España, 1766 - Paraná, Argentina, 1835) fue un comerciante español, que tuvo larga actuación en el Virreinato del Río de la Plata y en los primeros años de las Provincias Unidas del Río de la Plata, siendo un activo propulsor del desarrollo de la ciudad de Paraná, capital de la Provincia de Entre Ríos.

## Biografía
Siendo muy joven se embarcó al Virreinato del Río de la Plata, en un barco mercante que llegaba junto con la expedición del primer virrey, Pedro de Cevallos. Siendo vasco, no sabía hablar castellano, idioma que aprendió en el Río de la Plata.
Se estableció en Montevideo como dependiente de comercio, para independizarse a los pocos años. Llegó a ser uno de los comerciantes más ricos de la región, y pronto expandió sus actividades a la ganadería.
Poco antes del inicio del siglo XIX se radicó en la villa de la Bajada del Paraná, la actual ciudad de Paraná. Organizó tropas de carretas que llevaban cargas por todo el interior de la mitad sur – no la zona montañosa del Alto Perú – del virreinato, fue propietario de una flotilla de pequeños veleros que hacían el comercio fluvial por los ríos Paraná y Plata. Estableció en Paraná una extracción de sebo vacuno, una gran fábrica de velas, una calera y varios hornos de ladrillos. Buena parte del florecimiento inicial de la villa de La Bajada del Paraná se debió al comercio ejercido por Ezpeleta y a su condición de vínculo con la vecina Santa Fe. Tenía intensas relaciones comerciales con el mayor estanciero de la época, Francisco Candioti.
En 1810 apoyó la Revolución de Mayo, logrando que el cabildo de la villa del Paraná se uniera a ella. Apoyó económicamente y donó centenares de caballos y bueyes al ejército de Manuel Belgrano en su campaña al Paraguay, lo mismo que al ejército que sitió la ciudad de Montevideo. También apoyó la formación y el aprovisionamiento de las flotas del gobierno nacional.
Su actitud durante la guerra civil iniciada en 1814 justamente en Entre Ríos fue de extrema prudencia. Al precio de sufrir graves pérdidas económicas, evitó pronunciarse por los directoriales o los federales. En los últimos años 1810 apoyó al caudillo Francisco Ramírez.
Tras la muerte de Ramírez colaboró con el gobierno de Lucio Norberto Mansilla y logró recuperar gran parte de su posición económica. No obstante, la crisis de los años anteriores le impidió convertir su fortuna comercial en un emporio ganadero, como sí lo hicieron otros grandes comerciantes de la época. Mantuvo sus vinculaciones comerciales, poniéndolas al servicio de los importadores y exportadores británicos.
Desde mediados de las década de 1820 apoyó la obra del fraile Francisco de Paula Castañeda, exiliado de Buenos Aires por su oposición al presidente Bernardino Rivadavia. Lo ayudó a editar algunos periódicos y a establecer dos escuelas: una en Paraná y otra en el lugar que hoy ocupa la ciudad de Victoria. Tras su participación financiera en la política en época de Mansilla se mantuvo completamente aislado de la compleja política provincial.
Falleció en Paraná en 1835.